# Nui

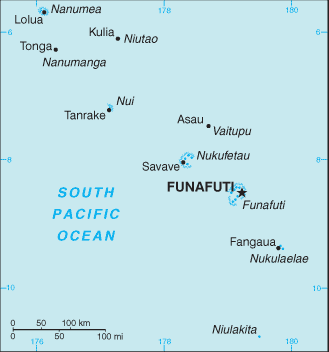
Lägeskarta.

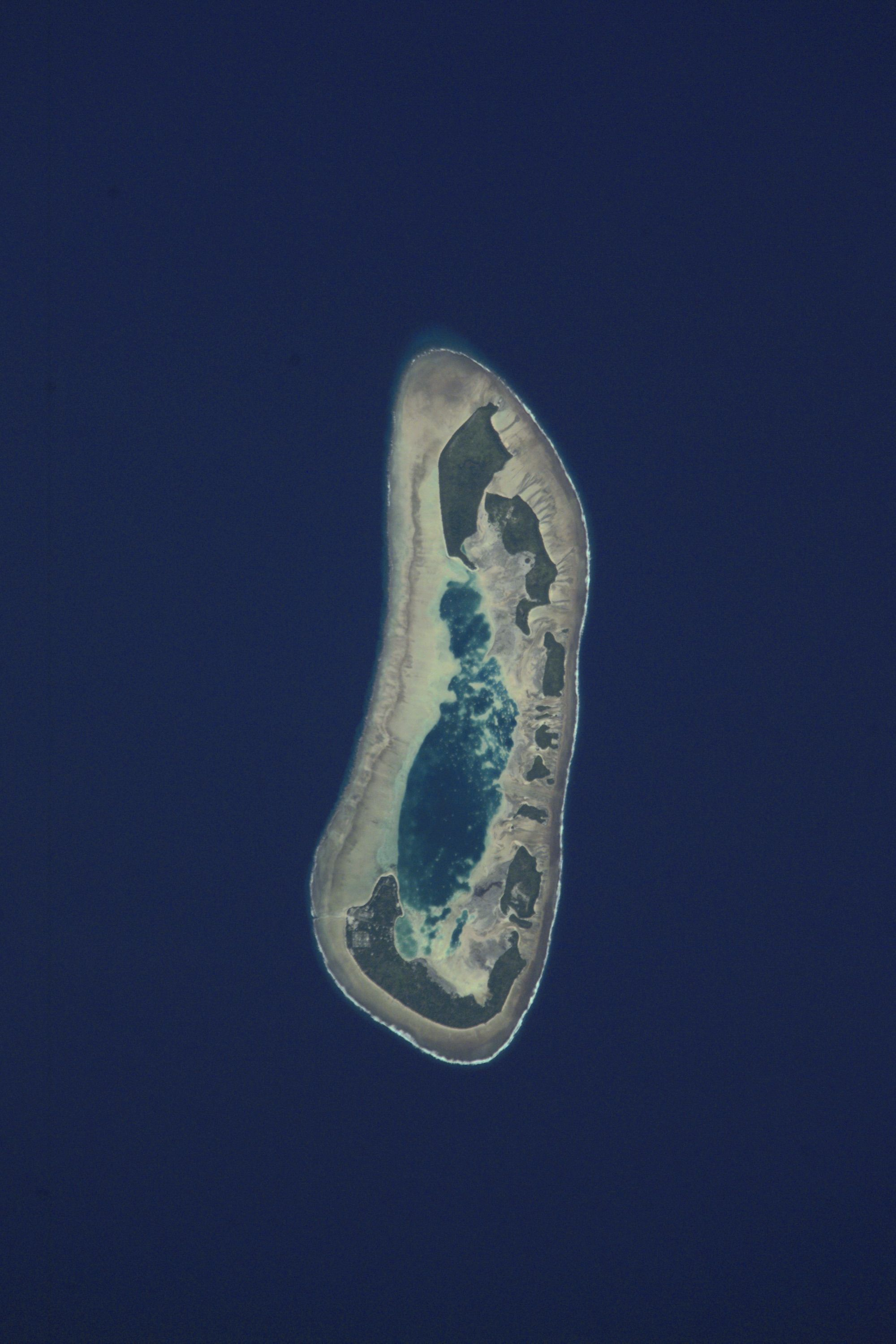
Fotografi av Nui.

Nui (tuvaluanska Nui) är en korallatoll i Tuvalu i sydvästra Stilla havet.

## Geografi
Atollen Nanumea ligger cirka 220 km nordväst om atollen Funafuti, som också hyser Tuvalus huvudstad.
Korallatollen har en areal om ca 17 km², en landmassa på ca 2,83 km², en längd på cirka 6 km och bredd på ca 2 km. Atollen omges av ett korallrev och består av 9 större öar och 12 mindre öar och har en stor lagun. De större öarna är
- Fenua Tapu, huvudön, i den södra delen
- Meang, i den norra delen
- Motupuakaka, i den norra delen
- Pakantou, i den mellersta delen
- Piliaieve, i den mellersta delen
- Pongalei, i den norra delen
- Talalolae, i den mellersta delen
- Tokinivae, i den norra delen
- Unimai, i den mellersta delen

Den högsta höjden är på endast några meter över havet.
Befolkningen uppgår till ca 550 invånare av vilka de flesta bor i huvudorten Tanrake på huvudöns nordvästra del. Förvaltningsmässigt utgör atollen ett eget "Island council" (distrikt).
Ön saknar flygplats och kan därför endast nås med fartyg.

## Historia
Tuvaluöarna bebos av polynesier sedan 1000-talet f.Kr.
Befolkningen talar huvudsakligen kiribatiska i motsats till övriga invånare i Tuvalu då atollen ursprungligen befolkades av människor från Gilbertöarna.
Den spanske upptäcktsresanden Álvaro de Mendaña de Neira blev den 16 januari 1568 den förste europé att besöka Nui som han då namngav Isla de Jesus.